# Tournée du film canadien indépendant
La Tournée du film canadien indépendant (en anglais Canadian Independent Film Tour) est une tournée organisée par Maryse Wilder et Bashar Shbib en 1987, comptant la projection totale d’une vingtaine de films canadiens indépendants aux États-Unis et en Europe.

## Historique
- 1987 - La tournée commence aux États-Unis avec 7 films projetés dans 10 villes.
- 1988 - L'année suivante, la tournée s'effectue en Europe, dans une cinquantaine de villes, avec 10 longs-métrages et 10 courts-métrages.

### Objectif
Le but de la tournée était de susciter la distribution et le financement des films canadiens indépendants à l’extérieur du Canada.

### Productions
Le budget de production des films présentés pendant la tournée est compris entre 14 000 $ et 115 000 $.

## Tournée

### États-Unis
La tournée s’est déroulée dans 10 villes américaines : New York, Boston, Los Angeles, Philadelphie, Minneapolis, Houston, Seattle, Chicago, San Francisco, Cleveland.
La tournée a commencé le 23 février 1987 à New York .
À Cleveland, les films de la tournée ont été diffusés entre le  4 et le 25 avril à la Cleveland Cinematheque, au Cleveland Institute of Art.
À Los Angeles, les films ont été diffusés au Fox International Theater,.

### Europe
La tournée a eu lieu dans une cinquantaine de villes d’Europe, entre autres en Grande-Bretagne, en France, en  Allemagne, en Belgique, en Scandinavie et en Italie .

## Programmation

### États-Unis
- 1985 : Crime Wave (John Paizs)
- 1983 : Low Visibility (Patricia Gruben)
- 1984 : Memoirs (Bashar Shbib)
- 1985 : C'est comme une peine d'amour (Suzanne Guy)
- 1982 : Scissere (Peter Metler)
- 1984 : Mother’s meat Freud’s flesh (Dimitri Estdelacropolis)
- 1984 : Next of Kin (Atom Egoyan)[4],[5]

### Europe

#### Longs-métrages
- 1985 : Crime Wave (John Paizs)
- 1983 : Low Visibility (Patricia Gruben)
- 1984 : Memoirs (Bashar Shbib)
- 1985 : C'est comme une peine d'amour (Suzanne Guy)
- 1982 : Scissere (Peter Metler)
- 1984 : Mother’s meat Freud’s flesh (Dimitri Estdelacropolis)
- 1984 : Next of Kin (Atom Egoyan)
- 1983 : Stations (William D. MacGrillivray)
- 1986 : A Life (Frank Cole)
- 1986 : La Couleur encerclée (Jean Gagné et Serge Gagné)[7]

#### Courts-métrages
- The Glass door
- L’usure
- Passion – A letter in 16mm
- Limited Vision
- The Dead Father
- Le Bonheur
- $3 Wash and Set
- Tables of Content
- 8 frames per seconds
- Red shoes[8]